# 오죽헌시립박물관
오죽헌시립박물관(烏竹軒·市立博物館, Ojukheon & Municipal Museum)은 대한민국 강원특별자치도 강릉시에 위치한 공립 박물관이다. 영동 지방에 선사, 역사 유물과 도자기, 고문서, 전적, 서화류 등을 전시하고 있다.

## 연혁
1992년 11월 15일에 향토사료관이라는 이름으로 개관하였으며, 1997년 역사문화관을 증축하였다. 1998년 1월 17일 오죽헌과 강릉시립미술관이 통합되었고, 3월 6일 명칭이 강릉시 오죽헌/시립박물관으로 변경되었다.